# Le Menoux
Le Menoux är en kommun i departementet Indre i regionen Centre-Val de Loire i de centrala delarna av Frankrike. Kommunen ligger i kantonen Argenton-sur-Creuse som tillhör arrondissementet Châteauroux. År 2022 hade Le Menoux 412 invånare.

## Befolkningsutveckling
Antalet invånare i kommunen Le Menoux
Referens:INSEE